# Massimiliano Caroletti
Massimiliano Caroletti (Roma, 3 marzo 1970) è un produttore cinematografico e televisivo oltre che ex attore e imprenditore in campo sportivo italiano.

## Biografia
Figlio di imprenditori romani, frequenta l'ITC Poliziano a Roma per poi proseguire gli studi a Milano all'Università commerciale Luigi Bocconi, dove consegue nel 1996 un master in gestione piccola e media impresa.

### Carriera

#### Ruoli dirigenziali in ambito calcistico
Dal 2004 al 2005 rileva l'US Viterbese, nel 2012 è direttore marketing del Gyòr ETO FC.
Dal 2013 al 2014 è il direttore marketing del Szombathelyi Haladás, società calcistica ungherese; invece dal 2015 al 2016 è il direttore generale (DG) del Football Club Tatabánya, società calcistica ungherese.
Nel 2016 è il direttore generale (DG) della SS Lazio, sezione femminile della Società Sportiva Lazio. L'anno successivo è il direttore sportivo della KFC Komárno, società calcistica slovacca.

#### La carriera artistica

##### 2002–2005
Debutta come attore nel 2002, nelle vesti di antico romano, in uno spot pubblicitario per un'automobile. Successivamente la sua carriera in campo filmografico si è diversificata sia come attore che come produttore.
In ruolo da protagonista debutta, nel ruolo di Gianni, nel film del 2003 Fallo! diretto da Tinto Brass; con il regista lavora anche nel 2005 quando prende parte al film Monamour. Dal 2005 è anche manager televisivo di nomi sia italiani che internazionali.
Nel 2005 Massimiliano Caroletti, con il suo film Taxi Lovers, dov'è sia attore principale, nel ruolo di Carlo, che produttore, è stato premiato da Francis Ford Coppola come "Casbot miglior produzione" al BAFF (B.A. Film Festival)" e al "Fregene per Fellini" - "Premio al cinema italiano"; con questo film ha inoltre partecipato ai David di Donatello e vinto alla seconda edizione del Magna Graecia Film Festival.

##### 2006–2009
Nel 2006 è produttore, produttore esecutivo e attore del film Nemici per la pelle per la regia di Rossella Drudi. Nel 2007 è produttore e produttore esecutivo de Le avventure di Diabetik, sit-com, di cui ne cura anche il soggetto e il casting, diretta da Andres Arce Meldonado. Nello stesso anno è un membro della giuria del concorso di bellezza "Una ragazza per il cinema".
Nel 2008, il film Torno a vivere da solo, dove lui è produttore, participa al Monte-Carlo Film Festival de la Comédie a Monaco e ai David di Donatello in Italia.
Nello stesso anno recita e si occupa della produzione nel film Bastardi diretto da Federico Del Zoppo e Andres Arce Meldonado. Sempre nel 2008 recita nel film Guardando le stelle per la regia di Stefano Calvagna.
Nel 2009 viene pubblicato un calendario di Éva Henger e lui ne è produttore e autore. Nello stesso anno è vicepresidente di giuria del concorso di bellezza Una ragazza per il cinema.
Nel 2009 è produttore del film Smile pe la regia di Francesco Gasperoni. Sempre nello stesso anno partecipa in coppia con Éva Henger al game show di Rai 1 Dimmi la verità e al Saturday Night Live su Italia 1, programma di cui è produttore associato esterno dal 2006 al 2011. Dal 2009 e fino al 2022 prende parte a Pomeriggio Cinque, programma televisivo condotto da Barbara D'Urso su Canale 5.

##### 2010–2019
Nel 2010 è produttore e produttore esecutivo di The Bang, sitcom per la regia di Enzo Taglialatela trasmessa su Italia 1. In questi anni inizia a produrre anche video musicali. Nel 2011 produce il singolo Parole parole di Éva Henger e Dr. Feelx. L'anno dopo è produttore e produttore esecutivo della fiction criminale Roma nuda (da cui è stato realizzato anche il film), per la regia di Giuseppe Ferrara; la pellicola resta inedita per il grande pubblico tranne che per la proiezione privata avvenuta a Roma nel 2012, il trailer diffuso il 7 luglio 2011 e alcune scene trasmesse nel 2013 all'interno del programma televisivo Supercinema su Canale 5.
Dal 2012 al 2015 produce le tre edizioni di Pescati dalla rete e le tre di Pescati dalla rete - Christmas Edition, programmi tv andati in onda su Vero condotti dalla moglie Éva Henger con la presenza della figlia Jennifer. Dal 2012 al 2019 prende parte a Domenica Live, programma televisivo condotto da Barbara D'Urso su Canale 5, e in veste di manager riesce a portare Diego Armando Maradona ospite da Dubai. Nel 2015 è tra i produttori, oltre che essere produttore esecutivo, del film La settima onda per la regia di Massimo Bonetti.
Dal 2017 al 2018 è opinionista della prima edizione di Casa Signorini; si occupa, inoltre, della produzione di Boomerang singolo (con relativo video musicale) di Btsound Vs Mercédesz Henger.

##### 2020–2024
Dal 2023 cura alcuni articoli per Novella 2000. Nel 2023 è produttore e produttore esecutivo di Tic toc, film di cui si occupa anche del soggetto e del casting, per la regia di Davide Scovazzo, per il film riceve il premio produzione durante il "Napoli Cinema Festival" e l'"Hirpus d'oro speciale" durante l'"Ariano International Film Festival" (AIFF); viene premiato anche, insieme alla moglie Éva Henger e alla figlia Jennifer, con il "Premio speciale - Il salotto delle celebrità - Venezia 2023" per il film Tic toc.
Inoltre dal 2023 prende parte a Il salotto delle celebrità, sia i talk show legati a Sanremo che a Venezia. Nello stesso anno è membro della giuria del concorso di bellezza Miss Woman Beauty Contest - World Edition ed è il produttore e produttore esecutivo del cortometraggio L'acqua dei miracoli con protagonista la figlia Jennifer.
Nel 2024 è produttore, anche esecutivo, e cura il casting di Pin Hacked per la regia di Andrea D'Emilio, cortometraggio che vede il debutto della moglie Éva Henger nel mondo della sceneggiatura con la supervisione del soggetto e della sceneggiatura. Viene girato anche Diva Futura, lungometraggio per la regia di Giulia Steigerwalt, incentrato sulla figura di Riccardo Schicchi e sull'agenzia Diva Futura; dove Massimiliano Caroletti è interpretato dall'attore Davide Iachini. Sempre nello stesso anno è produttore del corto The Last Day per la regia di Eleonora Puglia e Ugo Lo Pinto.

##### 2024–oggi
Nel 2024 firma l'idea, cura il casting, ed è produttore e produttore esecutivo del thriller internazionale The Contract, lungometraggio girato in inglese, per la regia di Massimo Paolucci; dove la moglie Éva Henger debutta in ambito internazionale con sceneggiatura, soggetto e trattamento. Il 24 ottobre, giorno della presentazione del trailer, per The Contract gli viene riconosciuto, agli Studi di Cinecittà, dalla regione Lazio, il premio alla visione produttiva per il suo impegno alla realizzazione di film di impatto.
Per il lungometraggio, il 14 novembre, viene premiato con il "Golden Pyramid" come "Best Producer" durante la 45ª edizione del Cairo International Film Festival. Il 21 dicembre, durante la 4ª edizione del COLiseum International Film FEstival, nella categoria Italian Feature Films, viene premiato per la "Miglior produzione".

## Vita privata
Dal 2005 è legato sentimentalmente ad Éva Henger, dalla quale ha avuto una figlia: Jennifer, nata il 12 aprile 2009 a Roma (la cui madrina è Barbara D'Urso). Essendo Éva ancora legalmente sposata con Riccardo Schicchi, quest'ultimo alla nascita della bambina ha dovuto recarsi all'anagrafe per firmare la rinuncia di paternità.
Éva Henger e Massimiliano Caroletti si sono sposati a Roma il 14 aprile 2013. Il 13 marzo 2019 la coppia si risposa alle Maldive. La sua primogenita, Nicole, è nata da una precedente relazione nel 1999.
Nel 2022, in Ungheria, rimane coinvolto in un incidente stradale, assieme alla moglie Éva Henger, l'auto guidata da Éva viene travolta in un frontale (e successivamente viene travolta anche in un laterale) a causa di un'automobile che stava eseguendo un sorpasso azzardato con all'interno una coppia che è deceduta sul colpo; Massimiliano ha vissuto un'esperienza di premorte non essendo stato cosciente per 12 minuti durante i quali sua moglie lo aveva dato per morto.

## Le società
Nel 2007 fonda la "Anteprima Eventi Production e Management" insieme ad Éva Henger, mentre nel 2012 fonda la "MC Production & Management". Nel 2018 fonda la "Barnum eventi & management" e nel 2023 la "TM Entertainment".

## Nei mass-media

### Cinema
- Diva Futura, regia di Giulia Steigerwalt (2024) – Massimiliano Caroletti è interpretato da Davide Iachini

## Filmografia

### Attore
- Fallo!, regia di Tinto Brass (2003)
- Monamour, regia di Tinto Brass (2005)
- Taxi Lovers, regia di Luigi Di Fiore (2005)
- Nemici per la pelle, regia di Rossella Drudi (2006)
- Il gioiello, regia di Stefano Calvagna – cortometraggio (2006)
- Bastardi, regia di Federico Del Zoppo e Andres Arce Meldonado (2008)
- Guardando le stelle, regia di Stefano Calvagna (2008)

### Produttore

#### Produttore filmografico e di sitcom
- Taxi Lovers, regia di Luigi Di Fiore (2005)
- Nemici per la pelle, regia di Rossella Drudi (2006)
- Le avventure di Diabetik, regia di Andres Arce Meldonado (2007) – sitcom
- Bastardi, regia di Federico Del Zoppo and Andres Arce Meldonado (2008)
- Torno a vivere da solo, regia di Jerry Calà (2008)
- Smile, regia di Francesco Gasperoni (2009)
- Roma nuda, regia di Giuseppe Ferrara (2012) – proiezione privata a Roma
- La settima onda, regia di Massimo Bonetti (2015)
- Tic toc, regia di Davide Scovazzo (2023)
- L'acqua dei miracoli, regia di Giuseppe Roberti (2023) – cortometraggio
- Pin Hacked, regia di Andrea D'Emilio (2024) – cortometraggio
- The Last Day, regia di Eleonora Puglia e Ugo Lo Pinto (2024) – cortometraggio
- The Contract, regia di Massimo Paolucci (2024)

#### Produttore televisivo
- The Bang, regia di Enzo Taglialatela (Italia 1, 2010) – sitcom
- Roma nuda, regia di Giuseppe Ferrara (2012) – proiezione privata a Roma
- Pescati dalla rete (3 edizioni) (Vero, 2012-2015)
- Pescati dalla rete - Christmas Edition (3 edizioni) (Vero, 2012-2015)
- Saturday Night Live (Italia 1, 2006-2011) – produttore associato esterno

#### Produttore discografico
- 2011 - Parole parole di Éva Henger e Dr. Feelx

#### Produttore di video musicali
- Gangsta's Paradise 2K11 di Coolio vs Kylian Mash & Rico Bernasconi, regia di Claudio Zagarini (2010)
- U R A Million $ Girl di Dwaine feat. Diddy, Keri Hilson & Trina, regia di Gil Green and Claudio Zagarini (2011)
- U Know It Ain't Love di RJ feat. Pitbull, regia di Claudio Zagarini e Gianluca Catania (2011)
- Here We Go Again di Vicky Green feat. Kelly Rowland & Trina, regia di Claudio Zagarini e Gianluca Catania (2012)
- Play Me Like a Violin di Brighi feat. Snoop Dogg, regia di Claudio Zagarini e Gianluca Catania (2012)
- (Avalanche) Rescue Me from the Dancefloor di M.iam.i & Flo Rida, regia di Claudio Zagarini, Gianluca Catania e Samuele Dalò (2012)
- Baby It's the Last Time di RJ feat. Flo Rida & Qwote, regia di Claudio Zagarini, Gianluca Catania e Samuele Dalò (2012)
- Nobody Can di Laura Broad feat. Chris Brown, regia di Claudio Zagarini (2012)
- Bedroom di Redd, Qwote & Pitbull, regia di Claudio Zagarini, Gianluca Catania e Samuele Dalò (2012)
- 100% Freaky di A-Roma feat. Pitbull & Play-N-Skillz, refia di Claudio Zagarini (2012)
- Live 4 Die 4 di RJ & Pitbull, regia di Claudio Zagarini (2012)
- Angel Eyes di Waterfall feat. Akon & Play-N-Skillz, regia di Claudio Zagarini (2012)
- My Heart Goes Boom di Planet Z feat. Maury & Flo Rida, regia di Marc Korn (2014)
- Acrobat di A-Roma feat. Snoop Dogg & Orry Jackson, regia di Marc Korn e Massimiliano Caroletti (2014)
- Boomerang di Btsound Vs Mercédesz Henger, regia di Gilberto Savini (2018)
- Make It Last (Nico Heinz & Max Kuhn Mix) by Badvice Dj & Cris Willis, regia di Claudio Zagarini (2019)
- Show Me Love di Edward Maya & William Imola, regia di Claudio Zagarini (2024)
- L'ultima notte di Edward Maya e William Imola, regia di Ugo Lo Pinto (2025)

### Produttore esecutivo
- Nemici per la pelle, regia di Rossella Drudi (2006)
- Le avventure di Diabetik di Andres Arce Meldonado (2007) – sitcom
- Bastardi di Federico Del Zoppo e Andres Arce Meldonado (2008)
- The Bang, regia di Enzo Taglialatela (2010)
- Roma nuda, regia di Giuseppe Ferrara (2012)
- La settima onda, regia di Massimo Bonetti (2015)
- Boomerang (Btsound Vs Mercédesz Henger) di Gilberto Savini (2018) – video musicale
- Tic toc di Davide Scovazzo (2023)
- L'acqua dei miracoli, regia di Giuseppe Roberti (2023) – cortometraggio
- Pin Hacked, regia di Andrea D'Emilio (2024) – cortometraggio
- Show Me Love di Edward Maya & William Imola, regia di Claudio Zagarini (2024) – video musicale
- The Contract, regia di Massimo Paolucci (2024)
- L'ultima notte di Edward Maya e William Imola, regia di Ugo Lo Pinto (2025) – video musicale

### Soggetto
- Le avventure di Diabetik di Andres Arce Meldonado (2007) – sitcom
- Tic toc di Davide Scovazzo (2023)

### Idea
- The Contract, regia di Massimo Paolucci (2024)

### Casting
- Le avventure di Diabetik, regia di Andres Arce Meldonado (2007) – sitcom
- Tic toc di Davide Scovazzo (2023)
- Pin Hacked, regia di Andrea D'Emilio (2024) – cortometraggio
- The Contract, regia di Massimo Paolucci (2024)

### Ringraziamenti
- Monamour, regia di Tinto Brass (2005)
- Il postino sogna sempre due volte, regia di Rocco Marino (2020) – cortometraggio
- Diva Futura, regia di Giulia Steigerwalt (2024)

### Regista
- Acrobat (A-Roma feat. Snoop Dogg & Orry Jackson) (2014) – video musicale

## Televisione
- Dimmi la verità (Rai 1, 2009)
- Saturday Night Live (Italia 1, 2009)
- Pomeriggio 5 (Canale 5, 2009-2022)
- Domenica Live (Canale 5, 2012-2019)

### Web TV
- Casa Signorini (361tv, 2017-2018)
- Il salotto delle celebrità - Sanremo 2023 (Instagram/Facebook, 2023)
- Il salotto delle celebrità - Venezia 2023 (Instagram/Facebook, 2023)